# Pena de muerte en la India
En la India la pena de muerte es contemplada como una sanción penal vigente en la actualidad.

## Historia
En 2004 se rompió en la India una moratoria de 15 años al ejecutarse a quien en 1989 asesinó a la presidenta Indira Gandhi en un atentado. 

## Procedimiento
La Justicia india aplica ahora la pena capital siguiendo el principio “rarest of the rare” (“lo más raro de lo raro”). Este principio abarca habitualmente crímenes brutales como puede ser el asesinato tras una violación o la alta traición al Estado, como actos de terrorismo, pero al no aclarar la Corte Suprema qué delito era “raro” y cuál “el más raro”, las sentencias a la pena capital son discrecionales. La existencia de torturas policiales para lograr confesiones produce, según Amnistía Internacional, numerosas condenas de inocentes. Se han hecho varios intentos para lograr la abolición de la pena de muerte en el país, como la Comisión de Derecho de la India, que recomendó minimizar la aplicación de la pena de muerte en el país, y por parte de la población, juntando firmas

## Casos
- En 2013, un grupo de tres hombres violaron a una mujer fotoperiodista. En 2014, en Bombay, el tribunal los condenó a pena de muerte.[4]